# St. Johann Baptist (Bad Honnef)

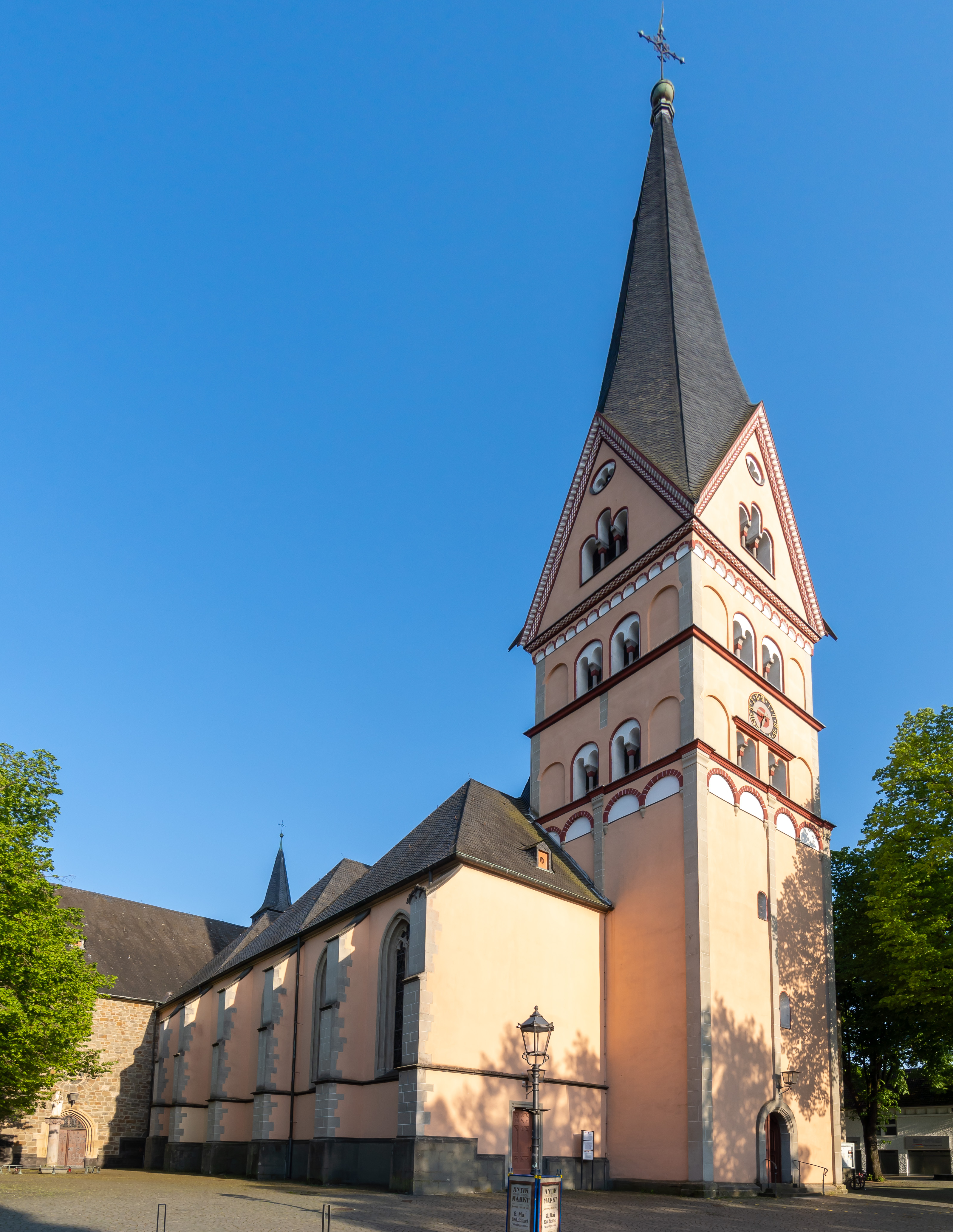
St. Johann Baptist (2022)

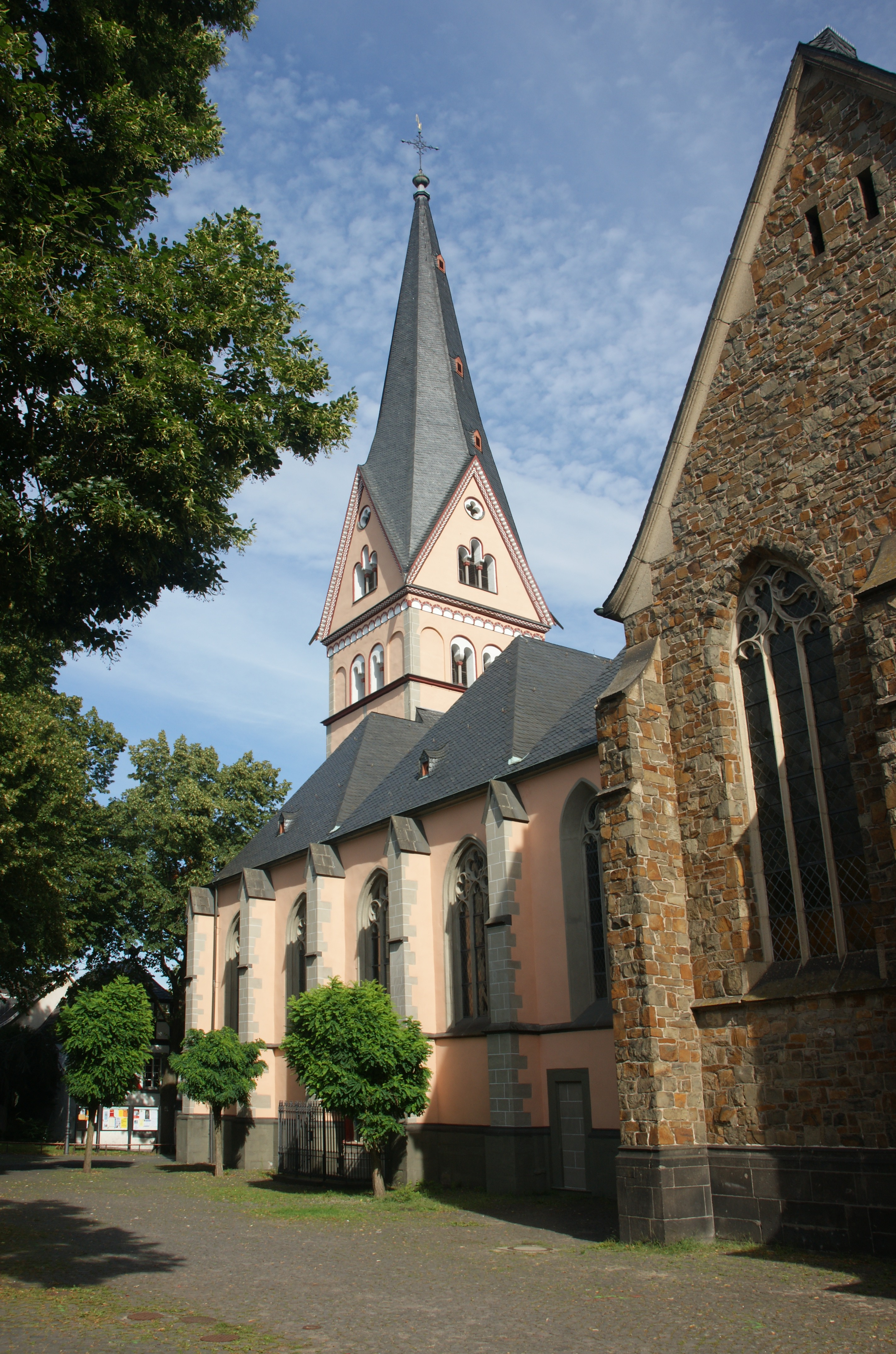
Ansicht von Südosten

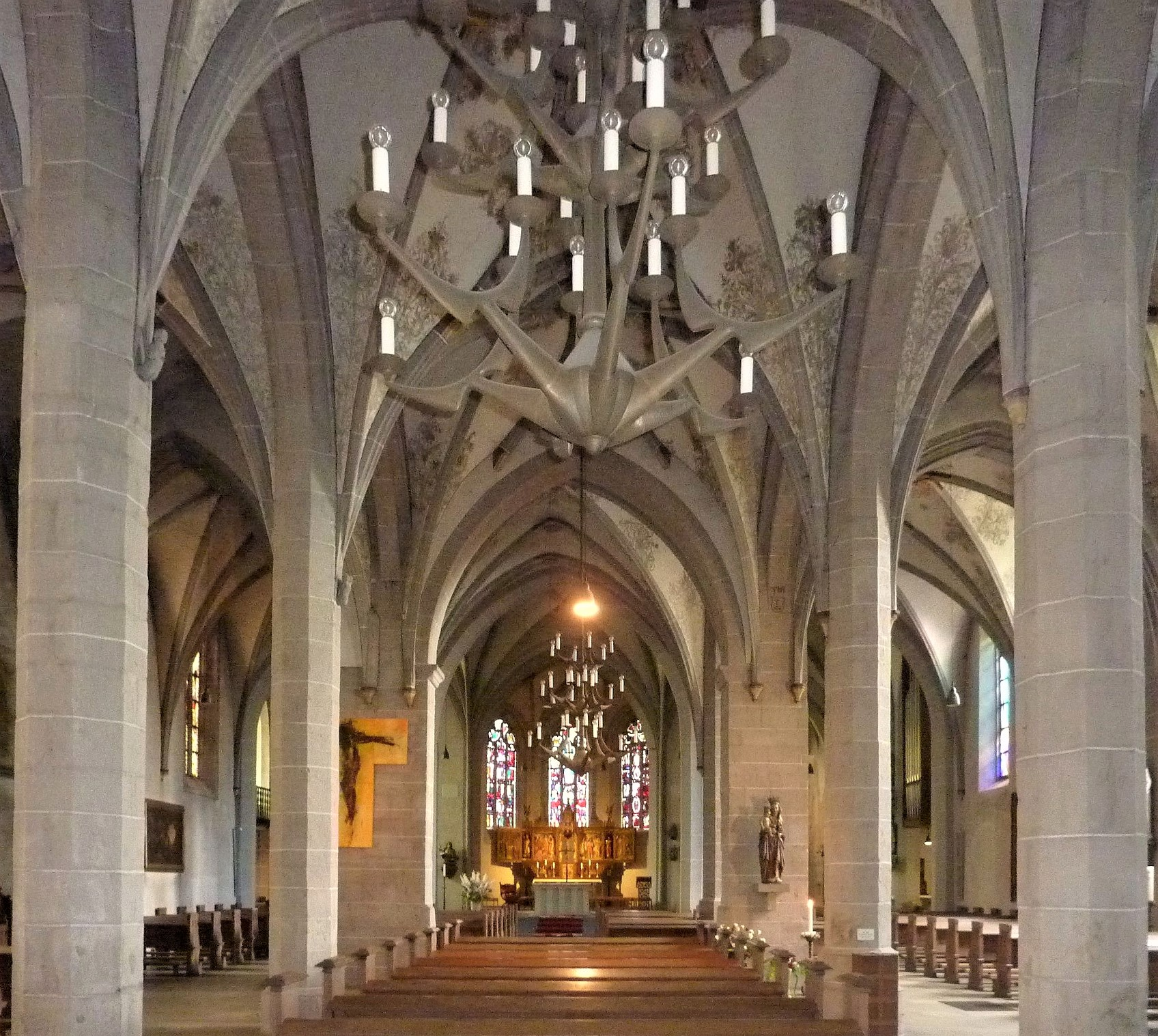
Blick durch das mittelalterliche Langhaus Richtung Chor

Die Pfarrkirche St. Johann Baptist ist eine römisch-katholische Kirche in Bad Honnef im nordrhein-westfälischen Rhein-Sieg-Kreis. Sie liegt nordwestlich des Rathauses an Markt und Kirchplatz im Zentrum der Stadt. Die Kirche steht als Baudenkmal seit 1988 unter Denkmalschutz. Die gleichnamige Pfarrgemeinde Sankt Johannes Baptist bildet mit sieben anderen Pfarrgemeinden den Sendungsraum „Katholisch am Siebengebirge“ im Erzbistum Köln.

## Geschichte
Die heutige Kirche mit dem Patrozinium des heiligen Johannes des Täufers, die örtlich als Wahrzeichen der Stadt angesehen wird, hat mindestens zwei Vorgängerbauten, von denen der ältere ins frühe 8. Jahrhundert zu datieren ist. Diese dreischiffige Steinkirche wurde von einem spätromanischen Kirchenbau abgelöst. Dessen fünfgeschossiger Turm ist bis heute erhalten.
Nach 1500 entstand die spätgotische, ebenfalls dreischiffige Hallenkirche unter Verwendung des Turms und zweier Pfeiler der Vorgängerkirche. Sie wurde in Trachyt vom Drachenfels in zwei Bauphasen errichtet. 1859/1860 erhielt der Kirchturm einen neuen, achtseitigen Turmhelm sowie neue Giebel in teils gotischen Formen. Von 1913 bis 1914 wurde nach Plänen des Kölner Architekten Eduard Endler ein Querschiff angebaut, da die Gemeinde im 19. Jahrhundert gewachsen war und die Kirche zu klein geworden war. 1964/1965 erfolgte eine Neuverputzung von Turm und Langhaus, anschließend wurde der Chorraum nach den Vorgaben der Liturgiereform des Zweiten Vatikanischen Konzils neu gestaltet. 1979 und 2010/2011 wurden weitere Renovierungen vorgenommen. Eine grundlegende Sanierung begann erstmals nach 38 Jahren im September 2017 und wurde Anfang Dezember 2018 abgeschlossen.

## Ausstattung
Besonders auffällig ist das Sakramentshaus in der linken Chorapsis. Diese ist der beim Ausbau 1913/1914 wiederaufgebaute ursprüngliche gotische Chor. Das Sakramentshaus kam im 17. Jahrhundert in die Kirche, nachdem es zunächst im „domus Dei“, heute „Göttchesplatz“, einer eigens geschaffenen Anbetungskapelle stand. Nach deren Zerstörung wurde es in die Pfarrkirche verbracht und fand sich bis 1913 an der Nordseite des Chores mit dem schon vorhandenen ursprünglichen einfachen Sakramentshaus wieder. Sein Figurenprogramm stammt vom Ende des 15. Jahrhunderts und wird einer Kölner Werkstatt zugeschrieben. Eine Sandsteinskulptur aus dem Jahre 1514 befindet sich heute im spätgotischen Südschiff, auf der rechten Seite. Die drei Retabeln an der Tumba sind die ersten ihrer Art im Rheinland. Dieses Heilige Grab ist insgesamt eine Darstellung des österlichen Triduums.
Der Taufstein der Kirche stammt aus dem romanischen Vorgängerbau und ist damit das älteste Ausstattungsstück. Er wurde aus Siebengebirgs-Trachyt geschaffen und 1939 überarbeitet sowie durch einen handgetriebenen Kupferdeckel ergänzt. Das Weihwasserbecken geht auf das 14. Jahrhundert zurück, steht aber erst seit 1939 – als es in Ittenbach erworben wurde – in der Honnefer Kirche. Eine lebensgroße Darstellung des Kirchenpatrons findet sich als Fresko im Gewölbe des rechten Seitenschiffs. Weiterhin zu nennen sind ein hochwertiges Alabasterrelief mit der Darstellung der Geißelung Christi, entstanden um 1550, sowie ein aus Stein gefertigtes rheinisches Marienbildnis im Parlerstil des 15. Jahrhunderts. Von besonderer Bedeutung ist die spätgotische Ausmalung, die bis heute in den ursprünglichen Farben erhalten ist. An einigen Stellen finden sich Tierdarstellungen, die sich schon im Physiologus wiederfinden. Aus der Entstehungszeit entstammt die Figur des Narren bzw. Tills. Das erste Gewölbe im Mittelschiff wird durch ein ausgefeiltes Sterngewölbe hervorgehoben, in dessen Mitte ein „Himmelsloch“ sich öffnet, um das herum eine „Wilde Jagd“ sich im Kreis dreht.
Zu den bedeutendsten Ausstattungsstücken der Kirche gehört eine gotische Turmmonstranz mit reichem Figurenschmuck, die Löwenburger Monstranz. Eine Kölner Goldschmiedewerkstatt fertigte sie am Ausgang des 15. Jahrhunderts an. Eine Sonnenuhr an der südlichen Außenwand stammt aus dem 17. Jahrhundert.  1747 wurde die Turmuhr eingebaut. Aus der Zeit der NS-Diktatur stammen das großformatige Wandfresko zur Erinnerung an Wallfahrten zum Kloster Bornhofen von 1943, gemalt von Prof. Dieckmann,  sowie der „Herz-Jesu-Teppich“ von Maria Weng von 1941, der an einem Rest der romanischen nördlichen Ostwand hängt. Dieser Teppich trägt eine Bitte um Verschonung der Stadt. 1961 entstanden die farbigen Chorfenster des Kölner Glasmalers Franz Pauli, die die Apokalypse nach Johannes darstellen. In einem Fenster findet sich die Violine als Motiv wieder. Ein Instrument, das der damalige Pfarrer spielte. 1987 wurde die barocke, lebensgroße Kreuzigungsgruppe des ehemaligen Friedhofs, der die Kirche umgab,  an der südlichen Außenwand der Kirche neu aufgestellt.
In der Kirche St. Johann Baptist wird eine Reliquie des heiligen Servatius aus der Bad Honnefer Servatiuskapelle aufbewahrt.

### Orgel
Die Orgel der Pfarrkirche wurde 1961 von der Firma Breil erbaut. Die Gesamtanlage besitzt 46 Register, verteilt auf drei Manuale und Pedal. Die Disposition lautet wie folgt:
| I Rückpositiv C–g3 |            |        |
| 1.                 | Gedackt    | 8′     |
| 2.                 | Dulzflöte  | 8′     |
| 3.                 | Prinzipal  | 4′     |
| 4.                 | Quintade   | 4′     |
| 5.                 | Prinzipal  | 2′     |
| 6.                 | Terzflöte  | 1 3⁄5′ |
| 7.                 | Zimbel III |        |
| 8.                 | Krummhorn  | 8′     |

| II Hauptwerk C–g3 |                 |     |
| 9.                | Bordun          | 16′ |
| 10.               | Prinzipal       | 8′  |
| 11.               | Rohrgedackt     | 8′  |
| 12.               | Oktav           | 4′  |
| 13.               | Blockflöte      | 4′  |
| 14.               | Hohlflöte       | 2′  |
| 15.               | Rauschquinte II |     |
| 16.               | Mixtur IV       | 2′  |
| 17.               | Trompete        | 8′  |
| 18.               | Vox humana      | 8′  |

| II Fernwerk C–g3 |                |     |
| 19.              | Prinzipal      | 8′  |
| 20.              | Gedackt        | 8′  |
| 21.              | Oktave         | 4′  |
| 22.              | Schwegel       | 2′  |
| 23.              | Sesquialter II |     |
| 24.              | Mixtur IV-VI   |     |
| 25.              | Fagott         | 16′ |

| III Schwellwerk C–g3 |                   |       |
| 26.                  | Gemshorn          | 8′    |
| 27.                  | Holzgedackt       | 8′    |
| 28.                  | Quintade          | 8′    |
| 29.                  | Prinzipal         | 4′    |
| 30.                  | Violflöte         | 4′    |
| 31.                  | Quinte            | 2 ⁄3′ |
| 32.                  | Spitzflöte        | 2′    |
| 33.                  | Oktave            | 1′    |
| 34.                  | Scharff IV-V      |       |
| 35.                  | Terzzimbel III-IV |       |
| 36.                  | Oboe              | 8′    |
| 37.                  | Zink              | 4′    |
|                      | Tremulant         |       |

| Pedal C–f1 |                 |     |
| 38.        | Prinzipalbass   | 16′ |
| 39.        | Gedacktbass     | 16′ |
| 40.        | Oktavbass       | 8′  |
| 41.        | Gedacktbass     | 8′  |
| 42.        | Oktavflöte      | 4′  |
| 43.        | Nachthorn       | 2′  |
| 44.        | Rauschpfeife IV |     |
| 45.        | Posaune         | 16′ |

| Pedal Fernwerk C–f1 |         |     |
| 46.                 | Subbass | 16′ |

- Koppeln: I/II, III/II, I/P, II/P, III/P

2019 wurde die Orgel von der Firma Weimbs Orgelbau reorganisiert und um eine Setzeranlage ergänzt.

### Glocken
Im auf der Westseite von St. Johann Baptist stehenden Kirchturm mit hohem achtseitigen Spitzhelm befinden sich sechs Glocken, von denen zwei historische den Zweiten Weltkrieg überstanden haben:
| Glocke | Name      | Masse   | Schlagton (HT-1/16) | Gussjahr | Glockengießer                              |
| ------ | --------- | ------- | ------------------- | -------- | ------------------------------------------ |
| 1      | Christus  | 2650 kg | h0 +3               | 1954     | Glockengießerei Mabilon, Saarburg          |
| 2      | Maria     | 1800 kg | cis1 +1             | 1854     | Christian Claren, Sieglar                  |
| 3      | Servatius | 1100 kg | e1 +5               | 1817     | Friedrich u. Heinrich Bernhart, Tiefenbach |
| 4      | Josef     | 0750 kg | fis1 +3             | 1954     | Glockengießerei Mabilon, Saarburg          |
| 5      | Theresia  | 0550 kg | gis1 +3             | 1954     | Glockengießerei Mabilon, Saarburg          |
| 6      | Hubertus  | 0480 kg | a1 +3               | 1960     | Glockengießerei Mabilon, Saarburg          |

## Pfarrverband Bad Honnef
Zum Pfarrverband Bad Honnef gehören neben St. Johann Baptist folgende Pfarreien: St. Aegidius (Aegidienberg), St. Mariä Heimsuchung (Rhöndorf) und St. Martin (Selhof). Der Pfarrverband bildet mit dem Seelsorgebereich Unkel (St. Johannes Baptist (Bruchhausen), St. Severinus (Erpel), St. Maria Magdalena (Rheinbreitbach) und St. Pantaleon (Unkel)) den Sendungsraum „Katholisch am Siebengebirge“.